# Миливој Предић
Миливој Ст. Предић (Томашевац, 4. август 1885 — Београд, 15. март 1957) је био српски драмски писац и публициста. Његов стриц био је сликар Урош Предић.

## Биографија
Миливој је рођен у породици професора Стеве Предића, рођеног брата Уроша Предића. Школовао се у Бечу и Лајпцигу. Био је власник листа Нова Србија, и објављивао у многим другим новинама. Један је од оснивача и сарадника сатиричног листа Ошишани јеж. Венчао се Гитом Нушић, те му је таст био Бранислав Нушић, о коме је објавио збрирку анегдота.

## Дела
- Голгота - драма (1907)
- Снови - драма (1909)
- Пуковник Јелић - драма (1925)
- Три Станковића - драма (1933)
- Мигулаћ, Носоња, Дедин рођендан, Мишеви - дечије драме
- Нушић у причама - збирка анегдота у два тома (1931, 1938)[3]